# Arapaçu-de-garganta-branca

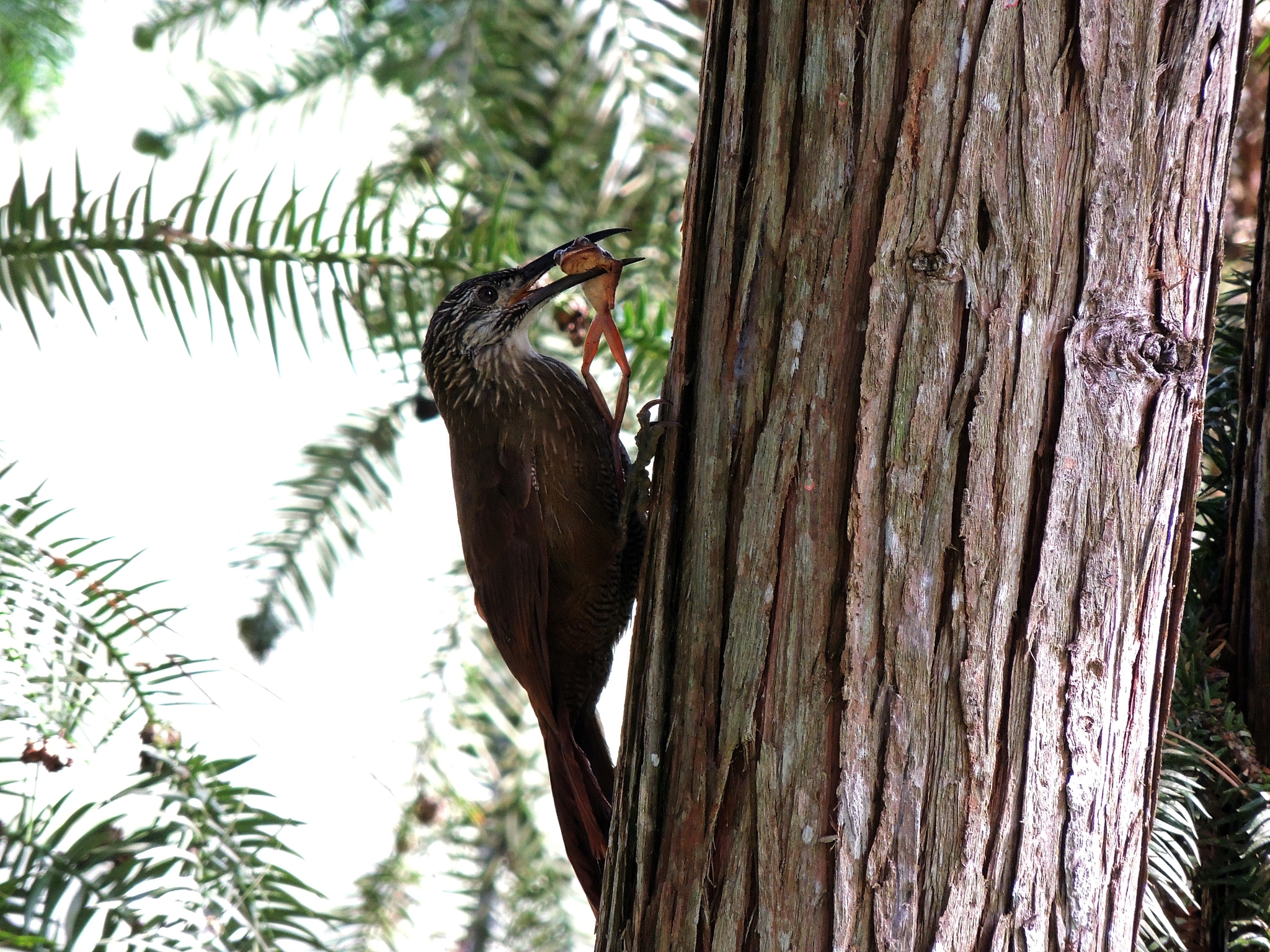
Indivíduo predando um sapo em Ibirama, Santa Catarina.

O arapaçu-de-garganta-branca (Xiphocolaptes albicollis) é uma ave da sub-família dos dendrocolaptídeos, que é encontrada no Paraguai, na Argentina e no Brasil, especialmente na região Sul e Sudeste e no estado da Bahia. Tais aves chegam a medir 29 cm de comprimento, possuindo garganta branca e bico longo e curvo. Também são conhecidas pelos nomes de agarradeira, arapaçu e cochi-de-garganta-branca.